# Coldwater, Kansas
Coldwater är administrativ huvudort i Comanche County i Kansas. Orten har fått sitt namn efter Coldwater, Michigan. Enligt 2020 års folkräkning hade Coldwater 687 invånare.